# Stor-Gussisjön
Stor-Gussisjön är en sjö i Söderhamns kommun i Hälsingland och ingår i Norralaån-Ljusnans kustområde. Sjön är 6 meter djup, har en yta på 0,787 kvadratkilometer och befinner sig 29,2 meter över havet. Sjön avvattnas av vattendraget Gussisjöån.

## Delavrinningsområde
Stor-Gussisjön ingår i det delavrinningsområde (679215-157015) som SMHI kallar för Utloppet av Stor-Gussisjön. Medelhöjden är 36 meter över havet och ytan är 3,67 kvadratkilometer. Det finns ett avrinningsområde uppströms, och räknas det in blir den ackumulerade arean 7,34 kvadratkilometer. Avrinningsområdets utflöde Gussisjöån mynnar i havet. Avrinningsområdet består mestadels av skog (78 procent). Avrinningsområdet har 0,79 kvadratkilometer vattenytor vilket ger det en sjöprocent på 21,6 procent.